# Episodi di Gustavo (serie animata) (terza stagione)
La terza stagione della serie animata ungherese Gustavo (Gusztáv), realizzata originariamente per il cinema nel biennio 1967-1968, e composta da 22 episodi, è andata in onda in televisione dal 27 luglio al 23 dicembre 1968 sulla Magyar Televízió.
Degli ultimi tre episodi non si conosce la data di trasmissione.
| nº      | Titolo originale             | Titolo tradotto                  | Prima TV Ungheria | Prima TV Italia  |
| ------- | ---------------------------- | -------------------------------- | ----------------- | ---------------- |
| 1 (47)  | Gusztáv és az élet értelme   | Gustavo e il senso della vita    | 28 settembre 1968 |                  |
| 2 (48)  | Gusztáv rendet teremt        | L'ordine di Gustavo              | 31 agosto 1968    |                  |
| 3 (49)  | Gusztáv és a gazdag rokon    | Gustavo e il ricco parente       | 7 settembre 1968  |                  |
| 4 (50)  | Gusztáv és a túlsó oldal     | L'altra faccia di Gustavo        | 12 ottobre 1968   |                  |
| 5 (51)  | Gusztáv, a vámszedő          | Gustavo e l'esattore delle tasse | 19 ottobre 1968   |                  |
| 6 (52)  | Gusztáv bátorságot merít     | Il coraggio di Gustavo           | 26 ottobre 1968   |                  |
| 7 (53)  | Gusztáv pihen                | Il riposo di Gustavo             | 27 luglio 1968    |                  |
| 8 (54)  | Gusztáv és az állami elefánt | Gustavo e l'elefante             | 24 agosto 1968    |                  |
| 9 (55)  | Gusztáv idegen tollakkal     | Gustavo si pavoneggia            | 3 agosto 1968     |                  |
| 10 (56) | Gusztáv és a bűnbak          | Gustavo capro espiatorio         | 10 agosto 1968    |                  |
| 11 (57) | Gusztáv és a tiszta szerelem | Gustavo e l'appuntamento         | 21 settembre 1968 | 16 dicembre 1969 |
| 12 (58) | Gusztáv felfedezi magát      | Gustavo scopre se stesso         | 5 ottobre 1968    |                  |
| 13 (59) | Egy új Gusztáv               | Un nuovo Gustavo                 | 14 settembre 1968 |                  |
| 14 (60) | Gusztáv kikapcsolódik        | Gustavo ha gli incubi            | 2 novembre 1968   |                  |
| 15 (61) | Gusztáv gyenge pontja        | Il punto debole di Gustavo       | 9 novembre 1968   |                  |
| 16 (62) | Gusztáv, a hangulatember     | Gustavo cambia umore             | 16 novembre 1968  |                  |
| 17 (63) | Gusztáv macskája             | Il gatto di Gustavo              | 7 dicembre 1968   |                  |
| 18 (64) | Gusztáv viccel               | Lo scherzo di Gustavo            | 14 dicembre 1968  |                  |
| 19 (65) | Gusztáv és a lényeg          | Gustavo fa il punto              | 23 dicembre 1968  |                  |
| 20 (66) | Gusztáv és a siker           | Gustavo e il successo            | sconosciuta       |                  |
| 21 (67) | Gusztáv örökzöld             | Gustavo è ancora giovane         | sconosciuta       |                  |
| 22 (68) | Gusztáv életre nevel         | Gustavo ritorna a vivere         | sconosciuta       |                  |

## Gusztáv és az élet értelme
- Titolo tradotto: Gustavo e il senso della vita
- Prima televisiva ungherese: 28 settembre 1968
- Regia: Marcell Jankovics

### Trama
Gustavo è addolorato per la scomparsa del suo adorabile pesce rosso, ma sulle rive del fiume trova un altro pesce che guizza e trova nuovamente conforto.

## Gusztáv rendet teremt
- Titolo tradotto: L'ordine di Gustavo
- Prima televisiva ungherese: 31 agosto 1968
- Regia: Attila Dargay

### Trama
Gustavo crea ordine tra i bambini violenti, ma quando prova ad usarla, la fionda viene portata via dal poliziotto.

## Gusztáv és a gazdag rokon
- Titolo tradotto: Gustavo e il ricco parente
- Prima televisiva ungherese: 7 settembre 1968
- Regia: Marcell Jankovics

### Trama
Gustavo riceve la visita di un suo parente venuto dall'estero, ma in realtà si tratta di un ladro.

## Gusztáv és a túlsó oldal
- Titolo tradotto: L'altra faccia di Gustavo
- Prima televisiva ungherese: 12 ottobre 1968
- Regia: Marcell Jankovics

### Trama
Gustavo è sempre sedotto dalle cose che gli suggerisce la sua cattiva coscienza.

## Gusztáv, a vámszedő
- Titolo tradotto: Gustavo e l'esattore delle tasse
- Prima televisiva ungherese: 19 ottobre 1968
- Regia: József Nepp

### Trama
Gustavo impara, a proprie spese, dove porta l'evasione delle imposte.

## Gusztáv bátorságot merít
- Titolo tradotto: Il coraggio di Gustavo
- Prima televisiva ungherese: 26 ottobre 1968
- Regia: Attila Dargay

### Trama
Gustavo cerca di superare le sue paure con un alcoolico, ma va ben oltre l'obiettivo desiderato. 

## Gusztáv pihen
- Titolo tradotto: Il riposo di Gustavo
- Prima televisiva ungherese: 27 luglio 1968
- Regia: József Nepp

### Trama
Gustavo si rilassa durante il lavoro dalle preoccupazioni della sua vita privata.

## Gusztáv és az állami elefánt
- Titolo tradotto: Gustavo e l'elefante
- Prima televisiva ungherese: 24 agosto 1968
- Regia: Marcell Jankovics

### Trama
A Gustavo affidano la cura di un elefante, e lui ne approfitta facendo divertire i bambini sul dorso dell'enorme animale.

## Gusztáv idegen tollakkal
- Titolo tradotto: Gustavo si pavoneggia
- Prima televisiva ungherese: 3 agosto 1968
- Regia: Marcell Jankovics

### Trama
Al mare, Gustavo conquista una bella donna con il veliero di qualcun altro, ma quando provoca un incidente, iniziano i guai.

## Gusztáv és a bűnbak
- Titolo tradotto: Gustavo capro espiatorio
- Prima televisiva ungherese: 10 agosto 1968
- Regia: József Nepp

### Trama
Gustavo deve sottostare a compromessi per la sua codardia, ma un giorno decide di vendicarsi delle lamentele degli altri.

## Gusztáv és a tiszta szerelem
- Titolo tradotto: Gustavo e l'appuntamento
- Prima televisiva ungherese: 21 settembre 1968
- Regia: József Nepp

### Trama
Gustavo, dopo aver vissuto una ardente avventura amorosa, torna a casa dalla moglie.

## Gusztáv felfedezi magát
- Titolo tradotto: Gustavo scopre se stesso
- Prima televisiva ungherese: 5 ottobre 1968
- Regia: Marcell Jankovics

### Trama
Gustavo coltiva sogni di gloria nella sua testa, immaginandosi persino come cantante d'opera anche quando viene portato in ambulanza.

## Egy új Gusztáv
- Titolo tradotto: Un nuovo Gustavo
- Prima televisiva ungherese: 14 settembre 1968
- Regia:  József Nepp

### Trama
Alla vigilia di Capodanno, anche Gustavo decide di iniziare una nuova vita.

## Gusztáv kikapcsolódik
- Titolo tradotto: Gustavo ha gli incubi
- Prima televisiva ungherese: 2 novembre 1968
- Regia: Marcell Jankovics

### Trama
Gustavo, dopo una nervosa e faticosa giornata di lavoro, non trova pace neanche al riposo, tormentato dagli incubi notturni.

## Gusztáv gyenge pontja
- Titolo tradotto: Il punto debole di Gustavo
- Prima televisiva ungherese: 9 novembre 1968
- Regia: József Nepp

### Trama
Gustavo, che sta lottando contro la sua calvizie, si rende conto che non tutto è eterno.

## Gusztáv, a hangulatember
- Titolo tradotto: Gustavo cambia umore
- Prima televisiva ungherese: 16 novembre 1968
- Regia: Marcell Jankovics

### Trama
Quando il tempo diventa brutto, Gustavo prova sempre più orrore dell'ambiente nel quale vive.

## Gusztáv macskája
- Titolo tradotto: Il gatto di Gustavo
- Prima televisiva ungherese: 7 dicembre 1968
- Regia: Attila Dargay

### Trama
Gustavo è infastidito dal concerto notturno dei gatti in amore, ma solo fino a quando non scopre che il felino che miagola è proprio il suo amato animale domestico.

## Gusztáv viccel
- Titolo tradotto: Lo scherzo di Gustavo
- Prima televisiva ungherese: 14 dicembre 1968
- Regia: Attila Dargay

### Trama
Gustavo ama combinare scherzi a scapito degli altri, fino a quando il suo senso dell'umorismo svanisce al momento della punizione con una frusta.

## Gusztáv és a lényeg
- Titolo tradotto: Gustavo fa il punto
- Prima televisiva ungherese: 30 novembre 1968
- Regia: József Nepp

### Trama
Gustavo spreca tutte le sue energie per arrivare a uno scopo che non sempre ottiene.

## Gusztáv és a siker
- Titolo tradotto: Gustavo e il successo
- Prima televisiva ungherese: sconosciuta
- Regia: József Nepp

### Trama
Gustavo può aspirare ad avere successo solo se fa diligentemente e persistentemente ciò per cui ha il talento.

## Gusztáv örökzöld
- Titolo tradotto: Gustavo è ancora giovane
- Prima televisiva ungherese: sconosciuta
- Regia: Marcell Jankovics

### Trama
Gustavo vuole ringiovanire, ma la tensione è troppo difficile da sopportare.

## Gusztáv életre nevel
- Titolo tradotto: Gustavo ritorna a vivere
- Prima televisiva ungherese: sconosciuta
- Regia: Attila Dargay

### Trama
Un pimpante Gustavo vuole far crescere suo figlio come un adulto invadente, e la cosa funziona sin troppo bene...